# Contra Timarco
Contra Timarco (en griego: Κατὰ Τιμάρχου) es un discurso pronunciado a finales del año 346 o principios del 345 a. C. por el orador ateniense Esquines ante los jueces del Areópago, en el que denunció a Timarco, socio de Demóstenes en asuntos públicos, como indigno de dirigirse al pueblo en las asambleas.

## Contexto
Esquines denunció públicamente a Timarco como respuesta a la denuncia que este le hizo de traición en su reciente visita como embajador ante el rey Filipo II de Macedonia. De acuerdo a la ley de Solón, se debía excluir del tribunal de los oradores a quienes hubieran comerciado con su propio cuerpo o hubieran malversado los bienes de su padre. En base a esto, Esquines dibujó un retrato de Timarco en que fue mostrado como un desvergonzado y derrochador que había despilfarrado su herencia y se había prostituido con un sinnúmero de hombres, incluidos esclavos. Estas acusaciones se sustentaban más en base a rumores y a la fama que tenía en la época que a testimonios o hechos probados: «¿no dijeron los poetas que la Fama era una diosa?». De este modo, Esquines no dudó en argumentar que los propios jueces eran testigos de lo que él narraba, dado que habían oído los mismos rumores.
El discurso es considerado una fuente importante sobre la visión social hacia la homosexualidad en la Antigua Grecia, especialmente debido a que Esquines muestra una opinión muy diferente sobre ella cuando se da en el contexto de la prostitución comparada a la mirada positiva que da cuando ocurre en base al amor de figuras como Aristóteles y Harmodio o Patroclo y Aquiles. El propio Esquines confiesa que a lo largo de su vida había amado a jóvenes hermosos y que incluso les dedicaba poemas, los mismos que durante su discurso presentó a sus adversarios para que los recitaran ante los jueces.
Demóstenes, que estaba junto a Timarco durante el discurso, también fue reprendido con palabras insultantes (Esquines lo acusó de ser afeminado). Durante el discurso, Esquines buscaba mostrarse igual de erudito que Demóstenes, por lo que su intervención tomó características de la actuación trágica, recitó a Homero (para hablar sobre Patroclo y Aquiles) y citó a Eurípides y Hesíodo.
Gracias al contenido de un discurso posterior de Demóstenes, se sabe que Timarco fue despojado de sus derechos políticos (atimia) en el veredicto de los jueces. En su posterior apología, Esquines mencionó este discurso ante los jueces como una exhortación a la buena moral, útil y agradable para la comunidad porque alejaba a los jóvenes de la corrupción.